# Ḍḍal
Ḍḍal (Sindhi: ڏال ḍḍāl, auch ڏي ḍḍē; ڏ) ist der 21. Buchstabe des erweiterten arabischen Alphabets des Sindhi. Ḍḍal besteht aus einem Dal (د) mit drei diakritischen Punkten oberhalb des Zeichens, von denen sich zwei nebeneinander gesetzt über dem dritten befinden.
In der arabischen Schrift des Sindhi steht Ḍḍal für den stimmhaften dentalen Implosiv [⁠ɗ⁠]. Das Äquivalent zum Ḍḍal ist im Devanagari des Sindhi das Zeichen ड॒, in lateinischen Umschriften wird Ḍḍal entweder mit ḍḍ oder d̤ wiedergegeben. In einer früheren Variante des arabischen Alphabets des Sindhi waren die diakritischen Punkte des Ḍḍal anders angeordnet (ڎ).
Das Zeichen ist im Unicode-Block Arabisch am Codepunkt U+068F kodiert.
| Unicode-Codepoint | Unicode-Name                                      | Zeichen |
| ----------------- | ------------------------------------------------- | ------- |
| U+068F            | ARABIC LETTER DAL WITH THREE DOTS ABOVE DOWNWARDS | ڏ       |